# Filomena Rotiroti
Filomena Rotiroti (née le 17 mai 1974 à Montréal, Québec) est une femme politique québécoise d'origine italienne. Elle est actuellement députée de la circonscription de Jeanne-Mance-Viger à l'Assemblée nationale du Québec et whip en chef de l’opposition officielle.

## Biographie
Le père de Filomena Rotiroti, Vincent Rotiroti, a été conseiller municipal de l'ancienne municipalité d'Anjou. Filomene Rotiroti milite pour le Parti libéral depuis 1995. Elle a été attachée politique puis directrice de cabinet de Lise Thériault, députée d'Anjou et ministre de l'Immigration et des Communautés culturelles. Elle a aussi travaillé au cabinet du ministre du Développement économique et régional.

## Politique québécoise
Filomena Rotiroti est élue députée de la circonscription de Jeanne-Mance–Viger pour la première fois à l'élection générale québécoise de 2008. Elle est réélue députée de la circonscription de Jeanne-Mance–Viger à l'élection générale québécoise de 2012, à l'élection générale québécoise de 2014 et à l'élection générale québécoise de 2018.
Filomena Rotiroti occupe la fonction d'adjointe parlementaire à la ministre du Tourisme du 28 janvier 2009 au 21 septembre 2010, d'adjointe parlementaire à la ministre de l’Immigration et des Communautés culturelles du 22 septembre 2010 au 1er août 2012 et d'adjointe parlementaire de la ministre de l’Immigration, de la Diversité et de l’Inclusion (volet reconnaissance des compétences) du 23 avril 2014 au 3 février 2016.
Du 26 septembre 2012 au 5 mars 2014, Filomena Rotiroti occupe la fonction de porte-parole de l’opposition officielle en matière d’immigration et de reconnaissance des compétences du 26 septembre 2012 au 5 mars 2014.
Du 11 octobre 2017 au 23 août 2018, elle occupe la fonction de présidente du caucus du gouvernement du 11 octobre 2017 au 23 août 2018.
À la suite de l'élection générale québécoise de 2018, Filomena Rotiroti occupe la fonction de présidente du caucus de l’opposition officielle du 10 octobre 2018 au 16 juin 2020 et celle de porte-parole de l’opposition officielle pour la Métropole du 22 janvier 2021 au 18 août 2021.
Depuis le 16 juin 2020, elle occupe la fonction de whip en chef de l’opposition officielle. Elle est également porte-parole de l’opposition officielle en matière de tourisme depuis le 18 août 2021.

## Résultats électoraux
|                                                                                             | Nom                          | Parti                    | Nombre de voix | %      | Maj.   |
| ------------------------------------------------------------------------------------------- | ---------------------------- | ------------------------ | -------------- | ------ | ------ |
|                                                                                             | Filomena Rotiroti (sortante) | Libéral                  | 14 471         | 53,9 % | 10 016 |
|                                                                                             | Julie De Martino             | Coalition avenir         | 4 455          | 16,6 % | -      |
|                                                                                             | Chakib Saad                  | Conservateur             | 3 113          | 11,6 % | -      |
|                                                                                             | Marie-Josée Forget           | Québec solidaire         | 2 858          | 10,7 % | -      |
|                                                                                             | Laurence Massey              | Parti québécois          | 1 122          | 4,2 %  | -      |
|                                                                                             | Giovanni Manfredi            | Parti canadien du Québec | 496            | 1,8 %  | -      |
|                                                                                             | Alessandra Szilagyi          | Vert                     | 319            | 1,2 %  | -      |
| Total                                                                                       | Total                        | Total                    | 26 834         | 100 %  |        |
| Le taux de participation lors de l'élection était de 55 % et 495 bulletins ont été rejetés. |                              |                          |                |        |        |

|                                                                                               | Nom                          | Parti              | Nombre de voix | %      | Maj.   |
| --------------------------------------------------------------------------------------------- | ---------------------------- | ------------------ | -------------- | ------ | ------ |
|                                                                                               | Filomena Rotiroti (sortante) | Libéral            | 18 215         | 66,3 % | 13 770 |
|                                                                                               | Sarah Petrari                | Coalition avenir   | 4 445          | 16,2 % | -      |
|                                                                                               | Ismaël Seck                  | Québec solidaire   | 2 237          | 8,1 %  | -      |
|                                                                                               | Marie-Josée Bruneau          | Parti québécois    | 1 523          | 5,5 %  | -      |
|                                                                                               | Sylvie Hétu                  | Vert               | 570            | 2,1 %  | -      |
|                                                                                               | Sylvain Dallaire             | Conservateur       | 391            | 1,4 %  | -      |
|                                                                                               | Garnet Colly                 | Marxiste-léniniste | 83             | 0,3 %  | -      |
| Total                                                                                         | Total                        | Total              | 27 464         | 100 %  |        |
| Le taux de participation lors de l'élection était de 55,3 % et 538 bulletins ont été rejetés. |                              |                    |                |        |        |

|                                                                                               | Nom                          | Parti              | Nombre de voix | %      | Maj.   |
| --------------------------------------------------------------------------------------------- | ---------------------------- | ------------------ | -------------- | ------ | ------ |
|                                                                                               | Filomena Rotiroti (sortante) | Libéral            | 27 007         | 78,5 % | 24 051 |
|                                                                                               | Joanie Harnois               | Parti québécois    | 2 956          | 8,6 %  | -      |
|                                                                                               | Mario Parent                 | Coalition avenir   | 2 820          | 8,2 %  | -      |
|                                                                                               | Stéphanie Charpentier        | Québec solidaire   | 1 154          | 3,4 %  | -      |
|                                                                                               | Melissa Miscione             | Vert               | 379            | 1,1 %  | -      |
|                                                                                               | Garnet Colly                 | Marxiste-léniniste | 73             | 0,2 %  | -      |
| Total                                                                                         | Total                        | Total              | 34 389         | 100 %  |        |
| Le taux de participation lors de l'élection était de 71,1 % et 394 bulletins ont été rejetés. |                              |                    |                |        |        |

|                                                                                               | Nom                          | Parti              | Nombre de voix | %      | Maj.   |
| --------------------------------------------------------------------------------------------- | ---------------------------- | ------------------ | -------------- | ------ | ------ |
|                                                                                               | Filomena Rotiroti (sortante) | Libéral            | 20 912         | 65,4 % | 16 269 |
|                                                                                               | Jean-François Gagné          | Coalition avenir   | 4 643          | 14,5 % | -      |
|                                                                                               | Nicolas Bonami               | Parti québécois    | 4 295          | 13,4 % | -      |
|                                                                                               | Marie-Chantal Locas          | Québec solidaire   | 1 618          | 5,1 %  | -      |
|                                                                                               | Julie Surprenant             | Option nationale   | 410            | 1,3 %  | -      |
|                                                                                               | Garnet Colly                 | Marxiste-léniniste | 104            | 0,3 %  | -      |
| Total                                                                                         | Total                        | Total              | 31 982         | 100 %  |        |
| Le taux de participation lors de l'élection était de 67,4 % et 419 bulletins ont été rejetés. |                              |                    |                |        |        |

|                                                                                             | Nom                 | Parti               | Nombre de voix | %     | Maj.   |
| ------------------------------------------------------------------------------------------- | ------------------- | ------------------- | -------------- | ----- | ------ |
|                                                                                             | Filomena Rotiroti   | Libéral             | 16 433         | 73 %  | 13 054 |
|                                                                                             | Christine Normandin | Parti québécois     | 3 379          | 15 %  | -      |
|                                                                                             | Luigi Verrelli      | Action démocratique | 1 726          | 7,7 % | -      |
|                                                                                             | Céline Giguère      | Québec solidaire    | 554            | 2,5 % | -      |
|                                                                                             | Katia Proulx        | Indépendant         | 281            | 1,2 % | -      |
|                                                                                             | Garnet Colly        | Marxiste-léniniste  | 124            | 0,6 % | -      |
| Total                                                                                       | Total               | Total               | 22 497         | 100 % |        |
| Le taux de participation lors de l'élection était de 47 % et 326 bulletins ont été rejetés. |                     |                     |                |       |        |